# Kaneto Shindō
Kaneto Shindō (新藤 兼人 Shindō Kaneto?,  Hiroshima, Japón - 22 de abril de 1912 - ibídem, 29 de mayo de 2012) fue un reconocido director de cine, guionista, productor y director de arte japonés. Dirigió 48 películas y escribió los guiones de 238. Es conocido como director por Los niños de Hiroshima, La isla desnuda, Onibaba, Kuroneko y Una última nota.
Shindō nació en la Prefectura de Hiroshima e hizo varias películas sobre Hiroshima y la bomba atómica. Como sucede con su primer mentor Kenji Mizoguchi, muchas de sus películas expone el personaje de mujeres de carácter. Fue un pionero de la producción independiente en Japón, fundando la empresa Kindai Eiga Kyokai. Continuó trabajando como guionista, director y autor hasta su muerte a los cien años.
También realizó una serie de películas autobiográficas, empezando con el drama de 1951 Historia de una amada esposa, sobre su experiencia para convertirse en guionista; en 1986 Tree Without Leaves, sobre su infancia; en 2000 By Player, sobre su empresa; y su última película Postcard, dirigida a los 98 años y basada en su etapa en el servicio militar.

## Filmografía

### Director
Shindō escribió todos los guiones de las películas que dirigió, y fue el director artístico de Ningen, Onibaba y Owl.
| - 1951 Historia de una amada esposa (愛妻物語?) - 1952 Avalancha (雪崩?) - 1952 Los niños de Hiroshima (原爆の子?) - 1953 Epítome (縮図?) - 1953 Vida de una mujer (女の一生?) - 1954 Dobu (どぶ?) - 1955 Los lobos (狼?) - 1956 Shirogane Shinjū (銀心中?) - 1956 Ruri no kishi (流離の岸?) - 1956 An Actress (女優?) - 1957 Umi no yarodomo (海の野郎ども?) - 1958 Sorrow is Only for Women (悲しみは女だけに?) - 1959 Lucky Dragon No. 5 (第五福竜丸?) - 1959 Hanayome-san wa sekai-ichi (花嫁さんは世界一?) - 1960 La isla desnuda (裸の島?) - 1962 Ningen ( 人間?) - 1963 Mother (母?) - 1964 Onibaba (鬼婆?) - 1965 Akutŏ (悪党?) - 1966 Lost Sex (本能?) - 1967 Libido (性の起原?) - 1968 Kuroneko (藪の中の黒猫?) - 1968 Strong Women, Weak Men (強虫女と弱虫男?) - 1969 Heat Wave Island (かげろう?) | - 1970 Strange Affinity (触角, Shokkaku?) - 1970 Live Today, Die Tomorrow! (裸の十九才?) - 1972 Kanawa (鉄輪（かなわ）?) - 1972 Sanka (讃歌?) - 1973 Kokoro (心?) (basado en la novela de Natsume Sōseki) - 1974 My Way (わが道?) - 1975 Kenji Mizoguchi: The Life of a Film Director (ある映画監督の生涯 溝口健二の記録?) - 1977 The Life of Chikuzan (竹山ひとり旅?) - 1978 Document 8 6 (ドキュメント8.6?) (documental) - 1979 Kousatsu/The Strangling (絞殺?) - 1981 Edo Porn/Hokusai manga (北斎漫画?) - 1984 The Horizon (地平線?) - 1986 Burakkubōdo (ブラックボード?) - 1986 Tree Without Leaves (落葉樹?) - 1988 Sakura-tai Chiru (さくら隊散る?) - 1992 The Strange Story of Oyuki (濹東綺譚?) - 1995 A Last Note (午後の遺言状?) - 1999 Will to Live (生きたい?) - 2000 By Player (三文役者?) - 2003 Owl (ふくろう?) - 2008 Teacher and Three Children (石内尋常高等小学校 花は散れども?) - 2011 Postcard (一枚のハガキ?) |

### Guionista
Sin repetir las películas que dirigió.
| - 1947 The Ball at the Anjo House - 1949 Waga koi wa moenu - 1951 La historia de Genji - 1951 La bailarina - 1956 Akō Rōshi: Ten no Maki, Chi no Maki - 1961 Akō Rōshi - 1962 Kurotokage - 1964 Manji - 1966 Fighting Elegy - 1971 Battle of Okinawa | - 1971 Yami no naka no chimimoryo - 1972 Under the Flag of the Rising Sun - 1972 Rica (混血児リカ) - 1973 Rica 2: Lonely Wanderer (混血児リカ ひとりゆくさすらい旅) - 1973 Rica 3: Juvenile's Lullaby (混血児リカ ハマぐれ子守唄) - 1978 The Incident - 1987 Hachikō Monogatari - 1999 The Geisha House |